# Billy Lange
William Lange, detto Billy (Haddon Heights, 11 febbraio 1972), è un allenatore di pallacanestro statunitense.